# 1902 State Landau

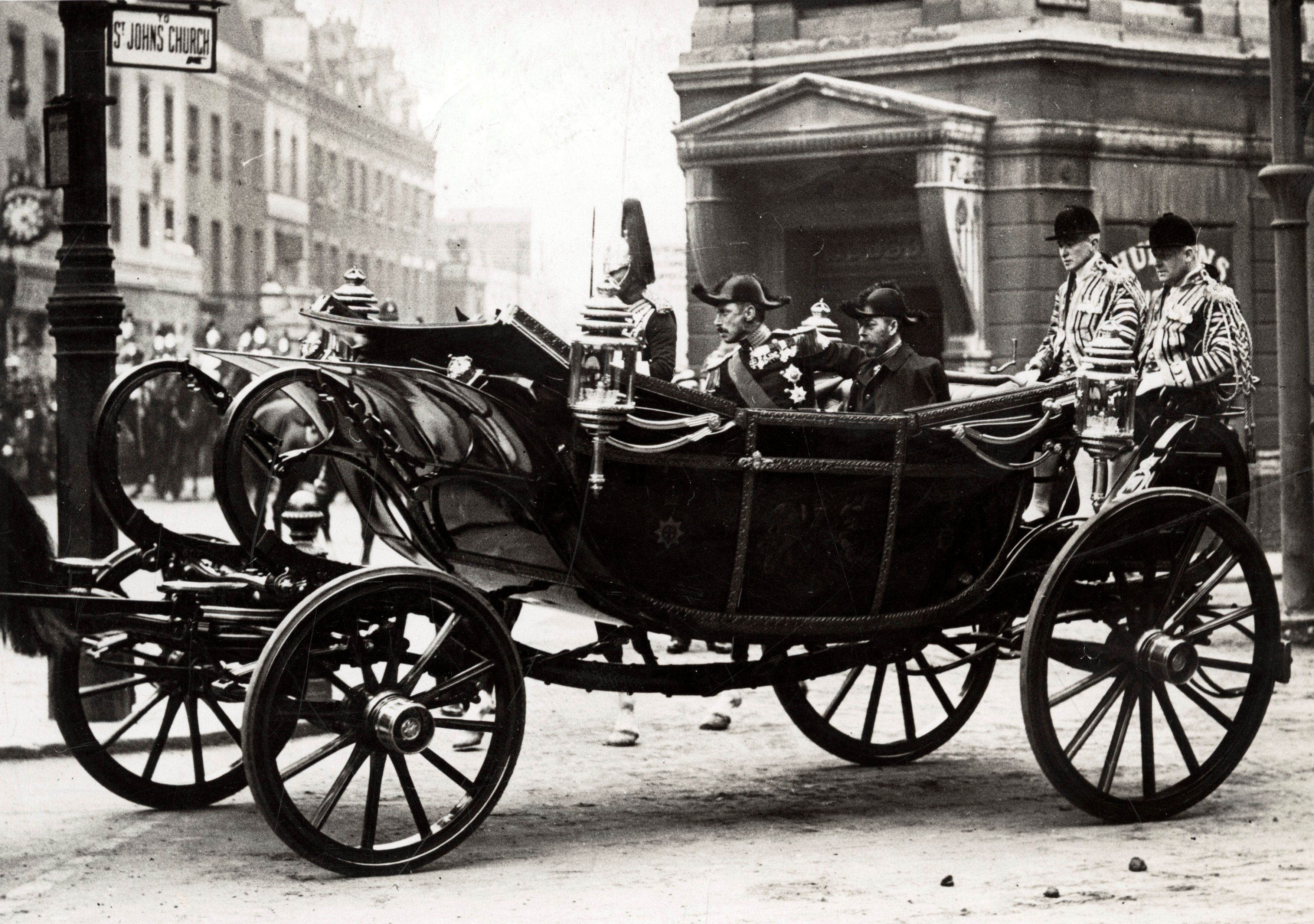
Giorgio V e Cristiano X di Danimarca a bordo del 1902 State Landau, nel 1914.

Il 1902 State Landau è un landau di stato, quindi una carrozza aperta, che fu costruita nel 1902 in occasione dell'incoronazione di re Edoardo VII e della regina Alessandra. Viene utilizzata dalla famiglia reale britannica in occasioni di visite di stato, celebrazioni ufficiali e matrimoni reali. E' conservato al Royal Mews.

## Storia

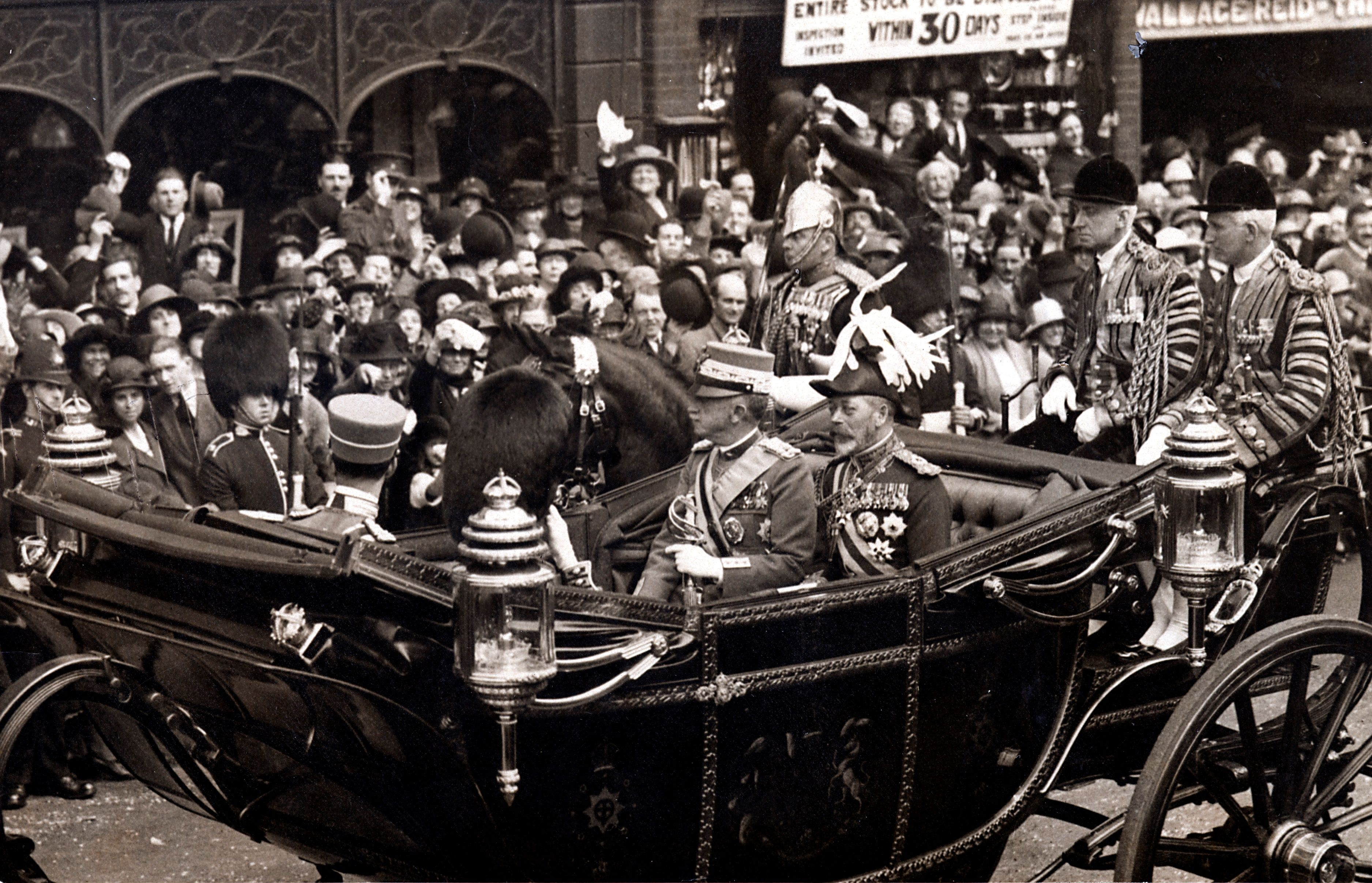
Vittorio Emanuele III, Giorgio V e i principi Umberto ed Edoardo sul landau.

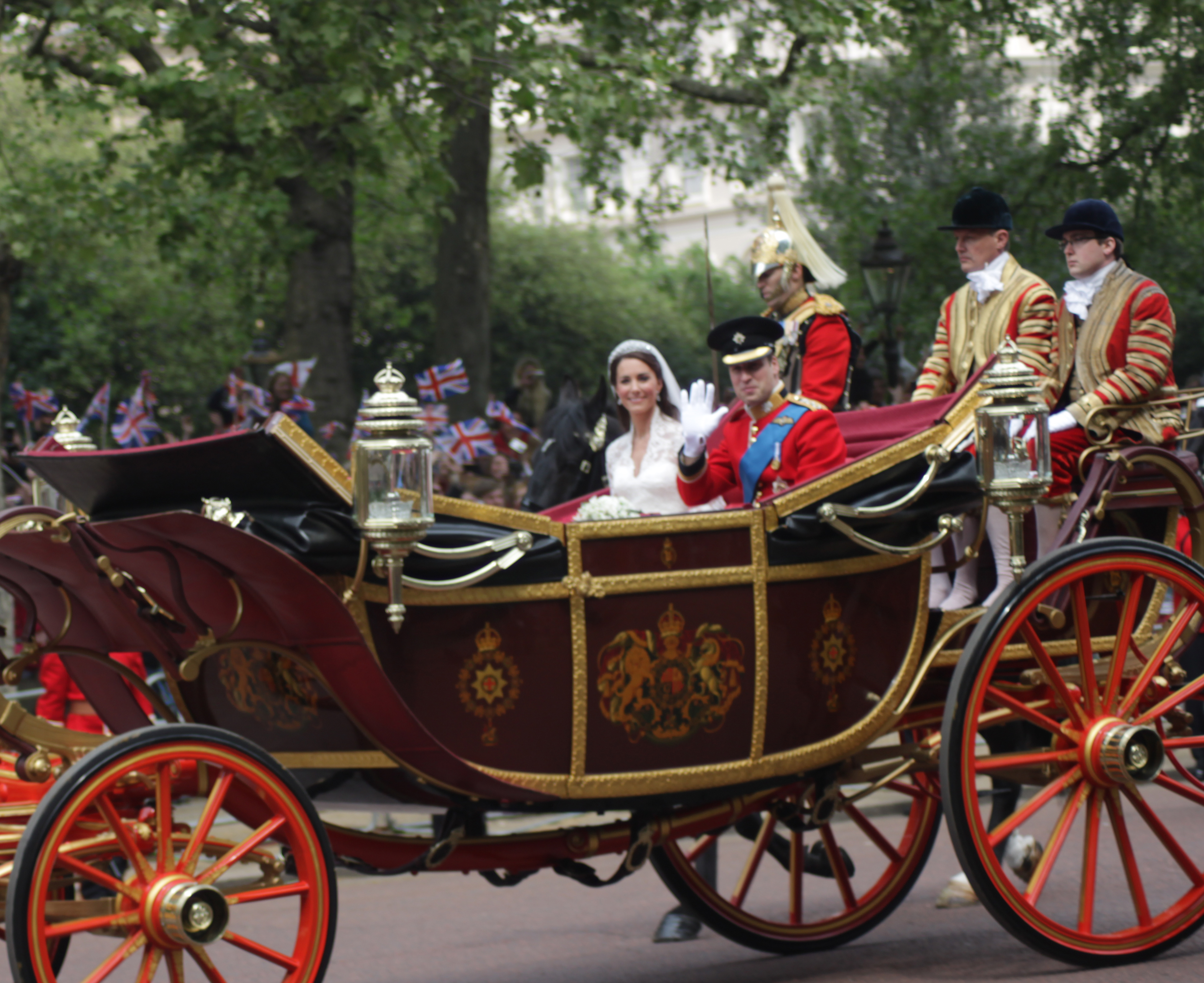
I principi William e Catherine sul landau di stato, nel giorno delle loro nozze.

La carrozza fu costruita nel 1902 da Hopper, in occasione dell'incoronazione di Edoardo VII del Regno Unito e della regina Alessandra; si tratta di un landau, carrozza aperta, trainato da sei cavalli sotto il controllo di tre postiglioni, senza la presenza di un cocchiere. Viene normalmente utilizzata con la capote abbassata, offrendo agli spettatori una migliore visuale dei passeggeri rispetto a quella offerta dalle carrozze chiuse e da altri veicoli; in caso di maltempo, si utilizza una carrozza chiusa, anziché alzare la capote . Nel 1903 fu pubblicata una descrizione da Walter Gilbey, fondatore e presidente della London Cart Horse Parade Society e presidente della Royal Agricultural Society :
Questo magnifico esempio dell'arte dei carrozzieri è lungo oltre 5,5 metri. La carrozzeria è appesa a robuste traverse a C ricoperte di marocchino con cuciture ornamentali; ogni traversa è unita da una massiccia fibbia dorata con foglia di quercia e stemma a corona. Tra le molle posteriori si trova un rombo per due valletti; non c'è posto di guida, poiché la carrozza è destinata a essere trainata esclusivamente da cavalli montati a postiglione. I pannelli sono dipinti con una vernice viola notevolmente più brillante del solito per garantire un maggiore effetto; i contorni della carrozzeria e i contorni del rombo sono delineati da modanature in legno intagliato e dorato, con un motivo a foglie di quercia sovrapposte.
I pannelli delle porte, sia posteriori che anteriori, recano lo stemma reale con corona, sostenitori, mantello, motto, elmo e giarrettiera. Sul pannello di quarto inferiore si trova il collare dell'Ordine della Giarrettiera, che circonda la stella ed è sormontato dalla corona Tudor. Dalla parte inferiore della carrozzeria, in una lenta ed elegante curva, si estende verso l'avantreno un "spruzzatore" di vernice cremisi. Lampade ornamentali in ottone sono montate su mensole a ciascuno dei quattro angoli della carrozzeria. Per quanto riguarda l'interno di questa splendida carrozza, è rivestito in raso cremisi e merletti tessuti a Spitalfields; la capote è foderata in seta, più adatta del raso per la piegatura. Il rombo è rivestito in pelle cremisi. È da notare che, ad eccezione del pino e del mogano utilizzati per i pannelli, sono stati utilizzati esclusivamente legno di provenienza inglese e materiali di fabbricazione inglese. Sebbene meno elaborato della meravigliosa "carrozza dorata" progettata da Sir Wm Chambers e Cipriani nel 1761, il nuovo landò di Stato, per struttura, proporzioni e decorazioni, è probabilmente il veicolo più elegante e regale mai costruito.»